# Rozeblauwig waskorstje
De rozeblauwig waskorstje (Exidiopsis effusa) is een schimmel behorend tot de familie Auriculariaceae. Het is de typesoort van het geslacht Exidiopsis. Hij leeft saprotroof op gevallen takken van loofbomen als Berk (Betula) en Populier (Populus). In de winter kan de soort onder gunstige omstandigheden ijshaar vormen.

## Kenmerken

### Uiterlijke kenmerken
De vruchtlichamen zijn uitgestrekt, dicht aan de grond bevestigd, leerachtig, dun. Ze hebben een wasachtig en licht glanzend oppervlak. Het is morfologisch zeer variabel. De grootte varieert enorm - van heel klein tot heel groot. Ook de vorm is zeer variabel - van rond of ovaal tot diverse vormen. Het is hygrofaan, als het nat is, wordt het gelatineus en transparant, als het droog is, heeft het een witachtige, roze, licht violette of grijsachtige kleur. De witachtige kleur komt van de sporen die het vruchtlichaam bedekken. Ze slijten gemakkelijk en dan is het vruchtlichaam roze, licht violet of grijsachtig. Na droging vormt het een zeer dunne, witte, rode of grijswitte korst.

### Microscopische kenmerken
De hyfen zijn 0,5-1,5 μm breed, dun vertakt en komen samen met of boven de basidia voor, worden gelatineus in oudere vruchtlichamen en zijn moeilijk te onderscheiden. De hyfen zijn allemaal met gespen. Nieuwe hyfen groeien meestal uit de basidia-basis. Basidia zijn eivormig, ellipsoïde of peervormig, 16,0 × 10,0 μm groot en hebben vier sterigmata. De sterigmata zijn buisvormig, kronkelig en erg lang om het oppervlak te bereiken. De sporen zijn 10,5-15 × 3,5-4,5 μm.

## Vergelijkbare soorten
Er zijn verschillende vergelijkbare soorten, waarvan het gemeenschappelijke kenmerk is dat het vruchtlichaam zich verspreid en dicht bij het oppervlak bevindt, dun en wasachtig met een witachtige of roze kleur. Het kan moeilijk zijn om ze uit elkaar te houden omdat ze een grote morfologische variabiliteit vertonen en ze er anders uitzien als ze nat of droog zijn. De plaats van optreden is belangrijk. 
- Kalkwaskorstje (Exidiopsis calcea) komt voornamelijk voor op naaldbomen, voornamelijk fijnsparren, maar is ook waargenomen op populierenespen. Het heeft meestal een witter vruchtlichaam.
- Grijs waskorstje (Sebacina grisea) komt ook voor op naaldhout, vooral van de gewone zilverspar. Het komt minder vaak op sparren. Het heeft meestal een dikker en minder roze vruchtlichaam en kortere sporen.

Soms is het alleen door middel van microscopisch onderzoek van deze soorten te onderscheiden.

## Verspreiding
De soort komt met name voor in Europa, Noord-Amerika en een beperkt aantal Aziatische landen. In Nederland komt het vrij algemeen voor. Het staat niet op de rode lijst en is niet bedreigd.